# Arnold Nobel
Arnold of Aerdt Nobel was een 13e-eeuws politicus. Hij was burgemeester en schepen van de stad Leuven.

## Biografie
Nobel wordt als schepen van Leuven vermeld in 1197, 1200, 1206, 1208 en 1212. Vanaf 1225 werden daarnaast ook commoengemeyers of commoengemeesters benoemd, de latere burgemeesters. Eerste in deze rij was Nobel. Dit werd in de negentiende eeuw herdacht door de Arnould Nobelstraat naar hem te vernoemen. Ook het in deze straat gelegen gelegen centrum voor volwassenenonderwijs, CVO De Nobel, kreeg hierdoor zijn naam.
Zijn wapenschild wordt als volgt beschreven: trois pals; au chef chargé à dextre d’une merlette. (Drie palen; bovenaan rechts bekleed met een merlet.) Nobel wordt ook in verband gebracht met de Sint-Geertrui-abdij.